# Radwimps
Radwimps (ラッドウインプス, Raddo'uinpusu) estilizado como RADWIMPS, ou ainda abreviada pelos fãs simplesmente como RAD (ラッド, Raddo) é uma das mais populares e bem sucedidas bandas de rock da música japonesa. Formada em 2001 enquanto os seus membros ainda eram apenas jovens estudantes do colegial, fez a sua estréia com uma gravadora independente (NEWTRAXX Inc.) em 2003 com o primeiro CD da banda, o RADWIMPS, ganhando rapidamente grande popularidade entre os jovens japoneses, apesar de sua quase total falta de publicidade na mídia.
O nome da banda, RADWIMPS, surgiu a partir da junção de duas gírias da língua inglesa, rad (excelente, impressionante) e wimp (covarde), podendo ter vários significados, de acordo com a banda.
Em 2024, se apresentaram no Brasil, fazendo um show em São Paulo.

## Carreira
Quando a banda foi formada em 2001 por Akira Kuwahara junto com Yojiro Noda, a formação inicial contava com Yusuke Saiki como guitarrista-rítmico, Kei Aso no baixo e Akio Shibafuji como baterista. Foi com essa formação que o RADWIMPS ganhou o Yokohama High School Music Festival em 2002, com a canção Moshi mo, sendo este o grande marco inicial da banda. Após o lançamento do single "Moshi mo" e do auto-intitulado álbum de estréia em 2003, a banda entra em um período de inatividade para que os integrantes pudesses se dedicar aos exames escolares. Akira Kuwahara abandona o ensino médio para se dedicar ao RADWIMPS.
Quando a banda retoma as suas atividades em 2004, Yusuke Saiki, Kei Aso e Akio Shibafuji decidiram não continuarem com o RADWIMPS. Noda e Kuwahara covidam dois amigos, Yusuke Takeda e Satoshi Yamaguchi para se juntarem a banda e ocuparem as funções de baixista e baterista, respectivamente. Yamaguchi também participou da mesma edição do Yokohama High School Music Festival, da qual o RADWIMPS foi o vencedor. Takeda participopu da edição seguinte. "Moshi mo" e o álbum RADWIMPS se tornaram as únicas obras da banda com seus membros originais.
O primeiro álbum da banda com a nova formação foi o RADWIMPS 2, lançado em 2005. Desde então, o RADWIMPS de Yojiro Noda, Akira Kuwahara, Yusuke Takeda e Satoshi Yamaguchi foram ganhando grande popularidade, lançamento após lançamento. Os álbuns RADWIMPS 3 e RADWIMPS 4 (ambos lançados em 2006) foram um divisor de água na fase inicial da banda. Obtendo grande sucesso comercial, os dois álbuns, que emplacaram músicas que hoje são tidas como uns dos maiores sucessos da banda, foram também os pilares para fazer do RADWIMPS uma banda extremamente popular em todo o Japão, além de começar a atrair fãs ao redor do mundo, mesmo  a banda não estando em evidência na grande mídia.
A cada novo trabalho, o sucesso da banda aumentava ainda mais. Em 2008 conseguem alcançar pela primeira vez a 1ª posição na Oricon Singles Chart com o single "Order Made", feito que se repetiu novamente em 2011 com "DADA", além de seus álbuns figurarem cada vez mais entre as primeiras posições (os álbuns da banda alcançaram a 2ª posição da Oricon Albums Chart desde Arutokoronī no Teiri, de 2009 até Batsu to Maru to Tsumi to, de 2013).
 

Em 2015, o RADWIMPS já era uma banda consolidada, com 7 álbuns lançados, 18 singles, 3 álbuns de vídeos, além de vários videoclipes. Dona de uma gigantesca popularidade e de um sucesso incontestável no Japão e, relativamente, ao redor do globo. Infelizmente em meados de 2015, às vésperas da grande turnê nacional em comemoração do 10º aniversário de lançamento do single ''Nijūgoko-me no Senshokutai'' (''O 25º Cromossomo''), a maior estréia da banda, o baterista Satoshi Yamaguchi faz um anuncio no site oficial da banda informando que entraria em hiato durante um período indeterminado devido a problemas de saúde. Yamaguchi revelou que desde o ano de 2009 sofre de distonia focal em suas pernas. Satoshi afirmou que durante uma apresentação ao vivo da turnê RADWIMPS - "Iru to Koronī Tour 09" houve um momento no qual o seu pé direito foi incapaz de se mover para tocar o bumbo. Desde então ele tentou conciliar o seu tratamento com as atividades da banda, fazendo com que os demais integrantes tivessem certa preocupação com ele durante as apresentações (durante a ultima apresentação da turnê o bumbo cessou de maneira repentina, fazendo com que todos os membros se voltassem para a bateria. Após isso eles se voltavam e sorriam repetidamente para Satoshi para verem se estava tudo bem). Mas a sua condição de saúde veio a se agravar no verão de 2015 até o ponto em que revelou a Noda, Kuwahara e Takeda já não conseguir mais executar as suas funções como baterista do RADWIMPS, afirmando que não poderia mais subir ao palco. Houve a insistência dos demais membros para que ele continuasse com o grupo, com Noda afirmando:
“... mesmo que os tambores parem durante o show, não pararemos de tocar.”
Depois de várias conversas e tentativas de buscarem uma maneira de dar continuidade ao RADWIMPS com Yamaguchi, foi respeitada a sua decisão de interromper suas atividades junto à banda para dar inicio ao seu tratamento e recuperação.
A turnê em comemoração ao 10º aniversário da banda já havia sido anunciada, Noda afirma na mesma mensagem no site oficial da banda que em respeito aos fãs e a história da banda, ele não poderia desistir de tudo que o RADWIMPS e ele próprio haviam conquistado naquele momento. Ele afirma a sua responsabilidade como músico profissional e decide dar continuidade ao RADWIMPS junto com Kuwahara e Takeda. Entretanto, Noda, Kuwahara e Takeda decidiram que Yamaguchi ainda seria o baterista oficial da banda, sendo ainda considerado seu quarto membro e com todos os trabalhos subsequentes ainda sendo creditados a ele como baterista principal da banda, reforçando a esperança da banda e seus fãs de verem o retorno de Satoshi aos palcos junto ao RADWIMPS.
No dia 1 de setembro de 2015 após varias audições foi escolhido o baterista suporte da banda. Mizuki Mori, um jovem de 23 anos que até então atuava como baterista de uma pequena banda de Saitama chamada Tic Tac Case, que havia se dissolvido em março de 2015 após cinco anos de atividade. Apesar da pouca idade e o fato de ser seis anos mais jovem em relação aos demais membros da banda, ''Miki'' (como também é chamado) se mostrou um baterista excepcional e qualificado para assumir a bateria do RADWIMPS durante a ausência de Satoshi.
No dia 26 de outubro mais um baterista suporte se juntou ao RADWIMPS. Toshiki Hata, então com 39 anos e ex-baterista da antiga banda Tokyo Jihen. A grande experiência de Hata e a grande habilidade e capacidade técnica de Mori deram um novo animo à banda para as turnês subsequentes. O RADWIMPS passaria a partir de agora a contar com dois bateristas tocando simultaneamente em suas apresentações ao vivo, trazendo uma nova experiência para a banda e ao público, reafirmando a cada apresentação o alto nível de desempenho técnico de Mizuki Mori e Toshiki Hata, bem como do RADWIMPS como um todo. 
Sendo talvez o membro mais carismático e querido da banda, Satoshi Yamaguchi é sempre citado com tom de carinho e saudade em todas as apresentações por Yojiro Noda e os demais. No dia 19 de junho de 2019, um vídeo foi postado no perfil de facebook do pianista Gohei Nishikawa tocando Let it Be, canção dos Beatles, com Satoshi tocando bateria pela primeira vez após 4 anos no Ginza 7th Studio, mostrando progresso significativo no tratamento contra sua distonia focal em suas pernas. No dia 29 de agosto, nos bastidores do ultimo dia da turnê ANTI ANTI GENERATION TOUR 2019, na Yokohama Arena, após longos anos Satoshi Yamaguchi se reuniu com Yojiro Noda, Akira Kuwahara e Yusuke Takeda, onde foi tirada uma fotografia dos quatro membros reunidos novamente, alimentando ainda mais a esperanças dos fãs (e da própria banda) de ver Satoshi novamente nos palcos à frente da bateria do RADWIMPS.
Em 17 de outubro de 2024 o lider da banda, Akira Kuwahara, anuncia oficialmente que estaria deixando o RADWIMPS após 23 anos. Com a saída de Kuwahara, Yojiro Noda passa a ser o unico integrante remanecente da formação original do RADWIMPS (Yusuke Takeda e Satoshi Yamaguchi se juntariam ao RADWIMPS apenas em 2004).

## Integrantes
- Yojiro Noda (野田 洋次郎) – vocais, guitarra, piano (2001–presente)
- Yusuke Takeda (武田 祐介) – baixo, vocais de apoio (2004–presente)
- Satoshi Yamaguchi (山口 智史) – bateria, vocais de apoio (2004–presente; em hiato desde 2015)

### Ex-integrantes
- Yusuke Saiki (斉木祐介) – guitarra (2001–2003)
- Kei Aso (朝生恵) – baixo (2001–2003)
- Akio Shibafuji (芝藤昭夫) – bateria (2001–2003)
- Akira Kuwahara (桑原 彰) – guitarra, vocais de apoio (2001–2024)

### Membros de suporte
- Mizuki Mori (森瑞希) Baterista suporte (2015-presente).
- Masafumi Eno (エノマサフミ) Baterista Suporte (2020-presente).

### Antigos membros de suporte
- Shuji Koguchi (河口修二) Guitarrista suporte durante a turnê RADWIMPS Tour 2007 Harumaki (2007).
- Toshiki Hata (刃田綴色) Baterista suporte (2015-2020). Afastado do RADWIMPS temporariamente para o retorno do Tokyo Jihen.

## Discografia
A discografia da banda japonesa RADWIMPS consiste em nove álbuns de estúdio, duas coletâneas, um álbum ao vivo, duas trilhas sonoras, nove álbuns de vídeo, um EP, cinco singles digitais e vinte e um singles.
O primeiro lançamento da banda foi um disco intitulado RADWIMPS (não confundir com o álbum homônimo de estréia da banda), lançado em junho de 2002. Esse disco era vendido durante as primeiras apresentações ao vivo da banda por 100 ienes, contendo as músicas "Aoi Haru", "Iyan", "Shinzō", "Moshi mo" e "Aimai". Todas esses músicas foram incluídas no álbum de estréia em 2003, sob o selo fonográfico independente NEWTRAXX.
Após a mudança de formação ocorrida na banda em 2004, o RADWIMPS lançou no mesmo ano o primeiro single 'oficial' da banda, "Kiseki", o primeiro trabalho com Yusuke Takeda como baixista e Satoshi Yamaguchi como baterista. Em 2005 foi lançado o álbum RADWIMPS 2 ~Hatten Tojō~, e logo em seguida o single "Hekkushun". Ambos ainda lançados sob o selo independente NEWTRAXX.
No final de 2005 a banda assinou um contrato com a gravadora Toshiba EMI. O primeiro grande lançamento da banda foi o single "Nijūgoko-me no Senshokutai", com o single "EDP ~Tonde Hi ni Iru Natsu no Kimi~" sendo lançado no inicio de 2006. Um mês após "EDP" o primeiro grande álbum da banda foi lançado, o RADWIMPS 3 ~Mujintō ni Motte Ikiwasureta Ichimai~. O álbum foi responsável por fazer o RADWIMPS começar a ganhar notoriedade, contendo músicas que são consideradas uns dos grandes sucessos da banda, sendo um de seus discos mais vendidos em sua história. Ainda em 2006 foram lançados os singles "Futarigoto", "Yūshinron" e "Setsunarensa". Não obstante o sucesso dos singles, o RADWIMPS conseguiu emplacar mais um grande álbum de grandes sucessos, o RADWIMPS 4 ~Okazu no Gohan~, lançado em dezembro e conseguindo alcançar a 5ª posição na Oricon Albums Chart.
Após a Spring Roll Tour 2007 (RADWIMPS Tour 2007 "Harumaki"), a banda consegue alcançar pela primeira vez o topo do ranking de singles da Oricon com "Order Made". O single liderou as paradas durante quatorze semanas. Esse feito foi repetido em 2011 com o single "DADA", que permaneceu 10 semanas no topo da Oricon Singles Chart. Em 2009 foi lançado o álbum Arutokoronī no Teiri, que alcançou a 2ª posição do ranking de álbuns da Oricon, seguido pelos singles "Keitai Denwa" e "Manifesto" de 2010. Em 2011, além de "DADA" foi lançado o single "Kyōshinshō", que fez grande sucesso e alcançou a 2ª posição nas paradas. Em seguida foi lançado o álbum Zettai Zetsumei, contendo sucessos como "Kimi to Hitsuji to Ao", "Okuman Shōsha" e "Kyūseishu" (além de "DADA" e "Kyōshinshō"). "Sprechchor" foi o único lançamento do RADWIMPS em 2012, com o single não fazendo parte de nenhum álbum.
O ano de 2013 foi marcado por grandes sucessos. O primeiro lançamento do ano foi o single "Dreamer's High" em março, com "Gogatsu no Hae" sendo lançado em novembro. Em dezembro foi lançado o sétimo álbum da banda, Batsu to Maru to Tsumi to. Na 2ª posição da Oricon Albums Chart, o álbum contia dentre suas faixas as músicas "Jikkyō Chūkei", "Iron Bible", "DARMA GRAND PRIX", "Breath", "Kaishin no Ichigeki" e "Last Virgin" (além de "Dreamer's High" e "Gogatsu no Hae"). Batsu to Maru to Tsumi to é considerado como um dos álbuns mais marcantes da banda. A turnê do álbum, RADWIMPS GRAND PRIX 2014 Jikkyō Namachūkei Tour, recebeu um álbum de vídeo do show ao vivo na Saitama Super Arena realizado nos dias 26 e 27 de abril de 2014, sendo lançado junto com um documentário da turnê, RADWIMPS 4x4. Ambos registros foram lançados no dia 3 de dezembro de 2014 no DVD "RADWIMPS Live & Document 2014 "Batsu to Maru to Kimi to".

### Álbuns de estúdio
| Título do Álbum                                   | Data de lançamento | Posição na Oricon Albums Chart |
| ------------------------------------------------- | ------------------ | ------------------------------ |
| RADWIMPS                                          | 02.07.2003         | 86# (2007)                     |
| RADWIMPS 2 ~Hatten Tojō~                          | 08.03.2005         | 80# (2007)                     |
| RADWIMPS 3 ~Mujintō ni Motte Ikiwasureta Ichimai~ | 15.02.2006         | 13#                            |
| RADWIMPS 4 ~Okazu no Gohan~                       | 06.12.2006         | 5#                             |
| Arutokoronī no Teiri                              | 11.03.2009         | 2#                             |
| Zettai Zetsumei                                   | 09.03.2011         | 2#                             |
| Batsu to Maru to Tsumi to                         | 11.12.2013         | 2#                             |
| Ningen Kaika                                      | 23.11.2016         | 1#                             |
| ANTI ANTI GENERATION                              | 12.12.2018         | 1#                             |

### Coletâneas
| Nome do Disco                           | Data de lançamento | Posição na Oricon Albums Chart |
| --------------------------------------- | ------------------ | ------------------------------ |
| RADWIMPS no Hajimari Hajimari no Matome | 25.05.2016         | -                              |
| Ao to XXX to Kimi to                    | 24.02.2017         | -                              |

### Álbuns ao vivo
| Título do Álbum                  | Data de lançamento | Posição na Oricon Albums Chart |
| -------------------------------- | ------------------ | ------------------------------ |
| RADWIMPS - Human Bloom Tour 2017 | 18.10.2017         | 38#                            |

### Trilha sonora
| Título do Disco | Data de lançamento | Posição na Oricon Albums Chart |
| --------------- | ------------------ | ------------------------------ |
| Kimi no Na wa.  | 24.08.2016         | 1#                             |
| Tenki no Ko     | 19.07.2019         | 2#                             |

### Extended plays (EP)
| Título do Disco              | Data de lançamento | Posição na Oricon Albums Chart |
| ---------------------------- | ------------------ | ------------------------------ |
| Your Name. (English Edition) | 27.01.2017         | 6#                             |
| Blame Summer ep              | 02.09.2020         | -                              |

### Singles
| Título do Single                    | Data de lançamento | Posição na Oricon Singles Chart | Álbum                                             |
| ----------------------------------- | ------------------ | ------------------------------- | ------------------------------------------------- |
| Moshi mo                            | 03.05.2003         | -                               | RADWIMPS                                          |
| Kiseki                              | 22.07.2004         | 126# (2008)                     | RADWIMPS 2 ~Hatten Tojō~                          |
| Hekkushun / Kanashi                 | 25.05.2005         | -                               | RADWIMPS 2 ~Hatten Tojō~                          |
| Nijūgoko-me no Senshokutai          | 23.11.2005         | 45#                             | RADWIMPS 3 ~Mujintō ni Motte Ikiwasureta Ichimai~ |
| EDP ~Tonde Hi ni Iru Natsu no Kimi~ | 18.01.2006         | 32#                             | RADWIMPS 3 ~Mujintō ni Motte Ikiwasureta Ichimai~ |
| Futarigoto                          | 17.05.2006         | 16#                             | RADWIMPS 4 ~Okazu no Gohan~                       |
| Yūshinron                           | 26.07.2006         | 13#                             | RADWIMPS 4 ~Okazu no Gohan~                       |
| Setsunarensa                        | 08.11.2006         | 4#                              | RADWIMPS 4 ~Okazu no Gohan~                       |
| Order Made                          | 23.01.2008         | 1#                              | Arutokoronī no Teiri                              |
| Manifesto                           | 30.06.2010         | 2#                              | Single sem álbum                                  |
| Keitai Denwa                        | 30.06.2010         | 3#                              | Zettai Zetsumei                                   |
| DADA                                | 12.01.2011         | 1#                              | Zettai Zetsumei                                   |
| Kyōshinshō                          | 09.02.2011         | 2#                              | Zettai Zetsumei                                   |
| Sprechchor                          | 01.08.2012         | 4#                              | Single sem álbum                                  |
| Dreamer's High                      | 27.03.2013         | 6#                              | Batsu to Maru to Tsumi to                         |
| Gogatsu no Hae / Last Virgin        | 16.10.2013         | 3#                              | Batsu to Maru to Tsumi to                         |
| Picnic                              | 10.06.2015         | 7#                              | Single sem álbum                                  |
| Kigō to Shite / 'I' Novel           | 25.11.2015         | 13#                             | Ningen Kaika                                      |
| Saihate Ai ni / Sennō               | 10.05.2017         | 2#                              | ANTI ANTI GENERATION                              |
| Mountain Top / Shape Of Miracle     | 21.02.2018         | 10#                             | ANTI ANTI GENERATION                              |
| Catharsist                          | 06.06.2018         | 5#                              | ANTI ANTI GENERATION                              |

### Singles digitais
| Título do Single            | Data de lançamento |
| --------------------------- | ------------------ |
| By My Side (ft. Taka)       | 01.05.2016         |
| PAPARAZZI (English Version) | 01.02.2019         |
| Light The Light             | 20.03.2020         |
| Nekojarashi                 | 05.04.2020         |
| Shinsekai                   | 09.05.2020         |
| Cocorononaka                | 03.06.2020         |

### Álbuns de vídeo
| Título do DVD                                                            | Data de lançamento |
| ------------------------------------------------------------------------ | ------------------ |
| RADWIMPS 4.5                                                             | 07.02.2007         |
| RADWIMPS - Nama Harumaki                                                 | 11.07.2007         |
| RADWIMPS - Zettai Enmei                                                  | 11.01.2012         |
| RADWIMPS Live & Document 2014 "Batsu to Maru to Kimi to"                 | 03.12.2014         |
| RADWIMPS - Ao to Me Me Me LIVE 2013.9.15                                 | 16.09.2015         |
| RADWIMPS - no HESONOO Documentary Film                                   | 18.01.2017         |
| RADWIMPS - Human Bloom Tour 2017                                         | 18.10.2017         |
| RADWIMPS and Tokyo Philharmonic Orchestra - Your Name. Orchestra Concert | 18.04.2018         |
| Road to Catharsis Tour 2018 - RADWIMPS LIVE                              | 12.12.2018         |
| RADWIMPS -ANTI ANTI GENERATION TOUR 2019                                 | 18.03.2020         |

## Turnês

### Turnês japonesas
- 2004 – RADWIMPS Na'tsu~Natsu?! Tour 2004[53][54]
- 2005 – RADWIMPS Haruna Tour 2005[55][56]
- 2006 – RADWIMPS to Iku Mujintō Tour Nisengohyaku-en? Drink-dai wa Betto Itadakimasu.[1][57][58]
- 2006 – Seputenbā Nii-san[59][60]
- 2006 – Sonata to Iku Fuyu no Tour[61]
- 2007 – RADWIMPS Tour 2007 "Harumaki"[62]
- 2009 – RADWIMPS Iru to Koronī Tour 09'[63]
- 2011 – RADWIMPS Zettai Enmei Tour[64]
- 2014 – RADWIMPS GRAND PRIX 2014 Jikkyōnamachūkei (Kaishin no Ichigeki-hen/Perfect Dreamers)[65]
- 2015 – 10th ANNIVERSARY LIVE TOUR RADWIMPS no Taiban[66]
- 2017 – Human Bloom Tour 2017[67]
- 2018 – Road to Catharsis Tour 2018[68]
- 2019 – ANTI ANTI GENERATION TOUR 2019[69]
- 2020 – KONNICHIWA NIPPON TOUR 2020 - RADWIMPS[70]

### Turnês mundiais
- 2015 – RADWIMPS 2015 Asia-Europe Live Tour[71]
- 2017 – RADWIMPS 2017 Asia Live Tour[72]
- 2018 – RADWIMPS Asia Live Tour 2018[73]
- 2020 – RADWIMPS World Tour 2020[74]

## Premiações
| Ano  | Trabalho indicado       | Prêmio                                                                     | Resultado |
| ---- | ----------------------- | -------------------------------------------------------------------------- | --------- |
| 2002 | RADWIMPS, "Moshi mo"    | Yokohama High School Music Festival                                        | Venceu    |
| 2007 | "Yūshinron"             | Space Shower Music Video Awards 2007 - Melhor Direção de Arte              | Venceu    |
| 2008 | "Order Made"            | MTV Video Music Awards Japan 2008 - Melhor Vídeo de Rock                   | Venceu    |
| 2009 | "Order Made"            | Space Shower Music Video Awards 2009 - Melhor Escolha                      | Venceu    |
| 2009 | "Order Made"            | Space Shower Music Video Awards 2009 - Melhor Vídeo de Rock                | Venceu    |
| 2009 | RADWIMPS                | Tokyo FM Festival "Life Music Award 2009" - Música da Vida (Grande Prêmio) | Venceu    |
| 2009 | "Oshakashama"           | Tokyo FM Festival "Life Music Award 2009" - Melhor Letra da Vida           | Venceu    |
| 2009 | Arutokoronī no Teiri    | Tokyo FM Festival "Life Music Award 2009" - Melhor Álbum da Vida           | Venceu    |
| 2010 | Arutokoronī no Teiri    | 2º CD Shop Awards                                                          | Indicado  |
| 2010 | "Oshakashama"           | Space Shower Music Video Awards 2010 - Melhor Escolha                      | Venceu    |
| 2010 | "Oshakashama"           | MTV World Stage VMAJ 2010 - Melhor Vídeo de Rock                           | Indicado  |
| 2011 | "Manifesto"             | Space Shower Music Video Awards 2011 - Melhor Escolha                      | Venceu    |
| 2011 | "Manifesto"             | Space Shower Music Video Awards 2011 - Melhor Trabalho de Filmagem         | Venceu    |
| 2011 | "DADA"                  | 2011 MTV Video Music Aid Japan - Melhor Vídeo de Rock                      | Indicado  |
| 2012 | "Kimi to Hitsuji to Ao" | MTV Video Music Awards Japan 2012 - Melhor Vídeo de Rock                   | Indicado  |
| 2014 | "Last Virgin"           | MTV Video Music Awards Japan 2014 - Melhor Vídeo de Rock                   | Indicado  |
| 2016 | RADWIMPS                | MTV Europe Music Awards 2016 - Melhor Artista Japonês                      | Indicado  |
| 2016 | RADWIMPS                | Space Shower Music Video Awards 2016 - Melhor Grupo                        | Indicado  |
| 2016 | RADWIMPS                | Japan Record Awards 2016 - Prêmio Especial                                 | Venceu    |
| 2017 | Kimi no Na wa.          | Japan Academy Prize 2016 - Realização Notável na Música                    | Venceu    |
| 2017 | Kimi no Na wa.          | Japan Gold Disc Award 2017 - Trilha Sonora do Ano                          | Venceu    |
| 2017 | "Zen Zen Zense"         | Japan Gold Disc Award 2017 - 5 Melhores Músicas por Download               | Venceu    |
| 2017 | "Nandemonaiya"          | Japan Gold Disc Award 2017 - 5 Melhores Músicas por Download               | Venceu    |
| 2017 | RADWIMPS                | Space Shower Music Awards 2017 - Melhor Artista de Rock                    | Venceu    |
| 2017 | RADWIMPS                | Space Shower Music Awards 2017 - Artista do Ano                            | Venceu    |
| 2018 | RADWIMPS                | Space Shower Music Awards 2018 - Melhor Grupo                              | Indicado  |
| 2019 | RADWIMPS                | Space Shower Music Awards 2019 - Melhor Grupo                              | Indicado  |
| 2019 | RADWIMPS                | Space Shower Music Awards 2019 - Melhor Atividade no Exterior              | Venceu    |
| 2019 | "Catharsist"            | Space Shower Music Awards 2019 - Vídeo do Ano                              | Venceu    |
| 2020 | Tenki no Ko             | Mainichi Film 74th Awards - Melhor Trilha Sonora                           | Venceu    |
| 2020 | Tenki no Ko             | Japan Gold Disc Award 2020 - Álbum de Animação do Ano                      | Venceu    |
| 2020 | Tenki no Ko             | Space Shower Music Awards 2020 - Melhor Grupo                              | Indicado  |
| 2020 | Tenki no Ko             | Space Shower Music Awards 2020 - Melhor Trilha Sonora                      | Venceu    |